# Copa Rio Sul de Futsal de 2019
A Copa Rio Sul de Futsal de 2019, foi a 27ª edição da Copa Rio Sul de Futsal. Disputaram a final desta edição Piraí e Mendes. A equipe de Piraí chegou ao segundo título de sua história após superar Mendes na final, na Ilha São João, em Volta Redonda. Os times empataram em 3 a 3 e Piraí, que tinha a vantagem do empate, ficou com o troféu da edição. .

## Premiação

### Campeão
| Copa Rio Sul de Futsal de 2019 |
| ------------------------------ |
| Piraí Campeão (2o Título)      |